# 土産

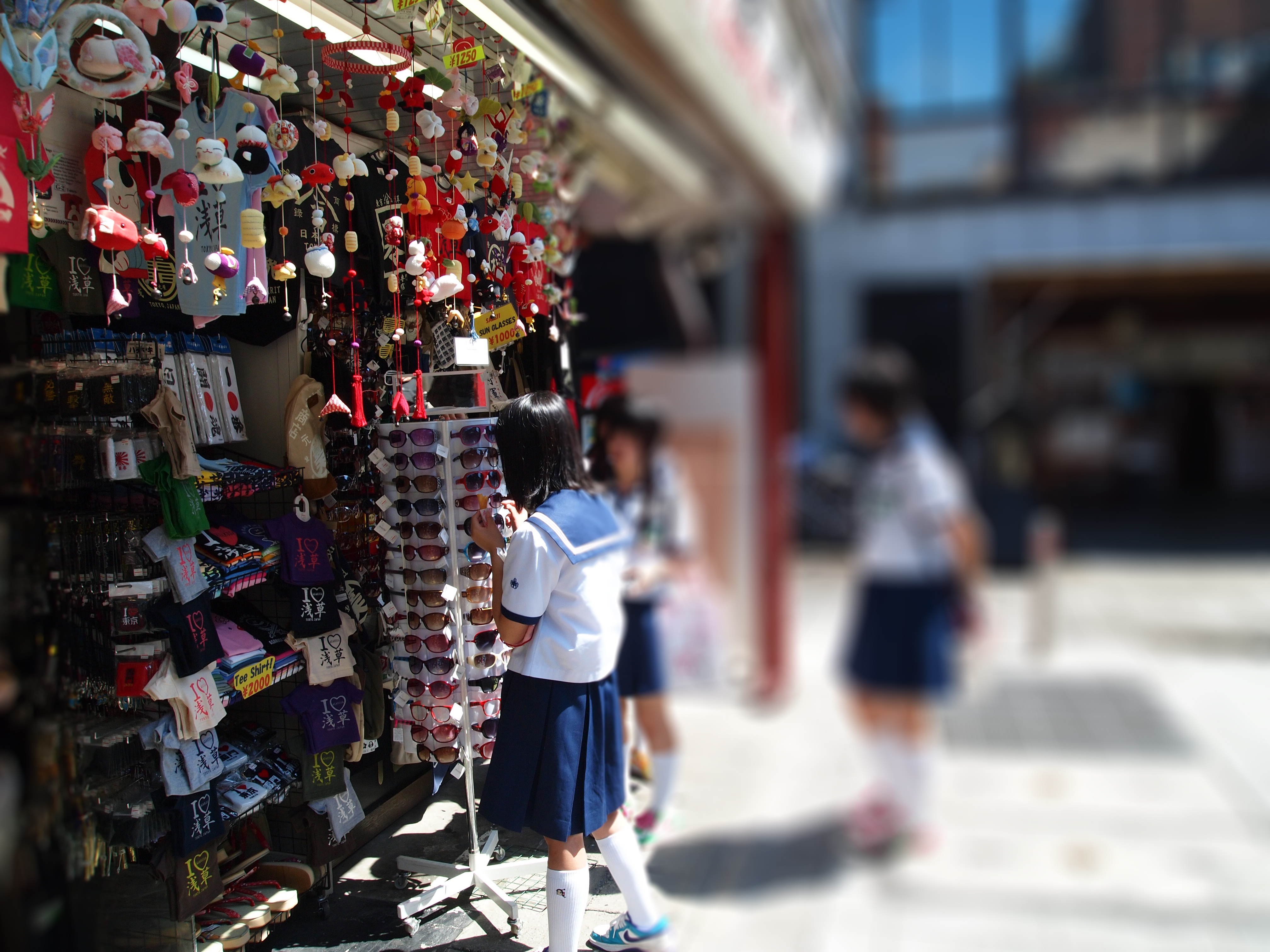
日本は浅草商店街の土産物店。2011年。

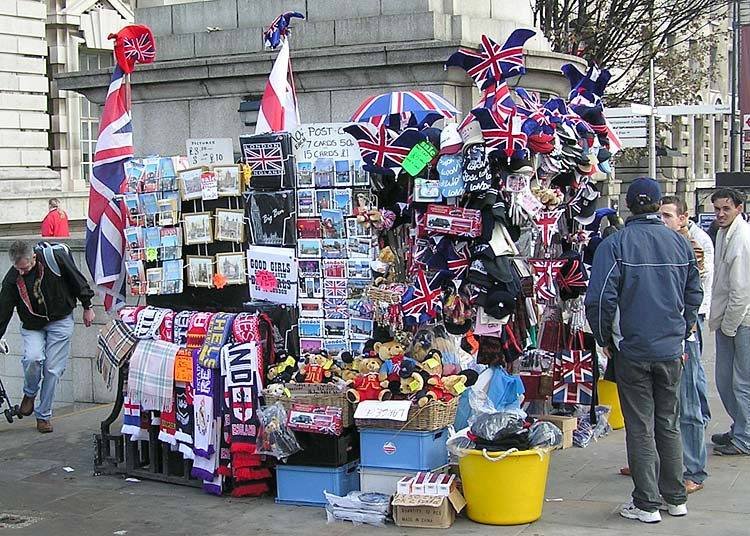
イギリスはロンドンの土産物市。2004年。

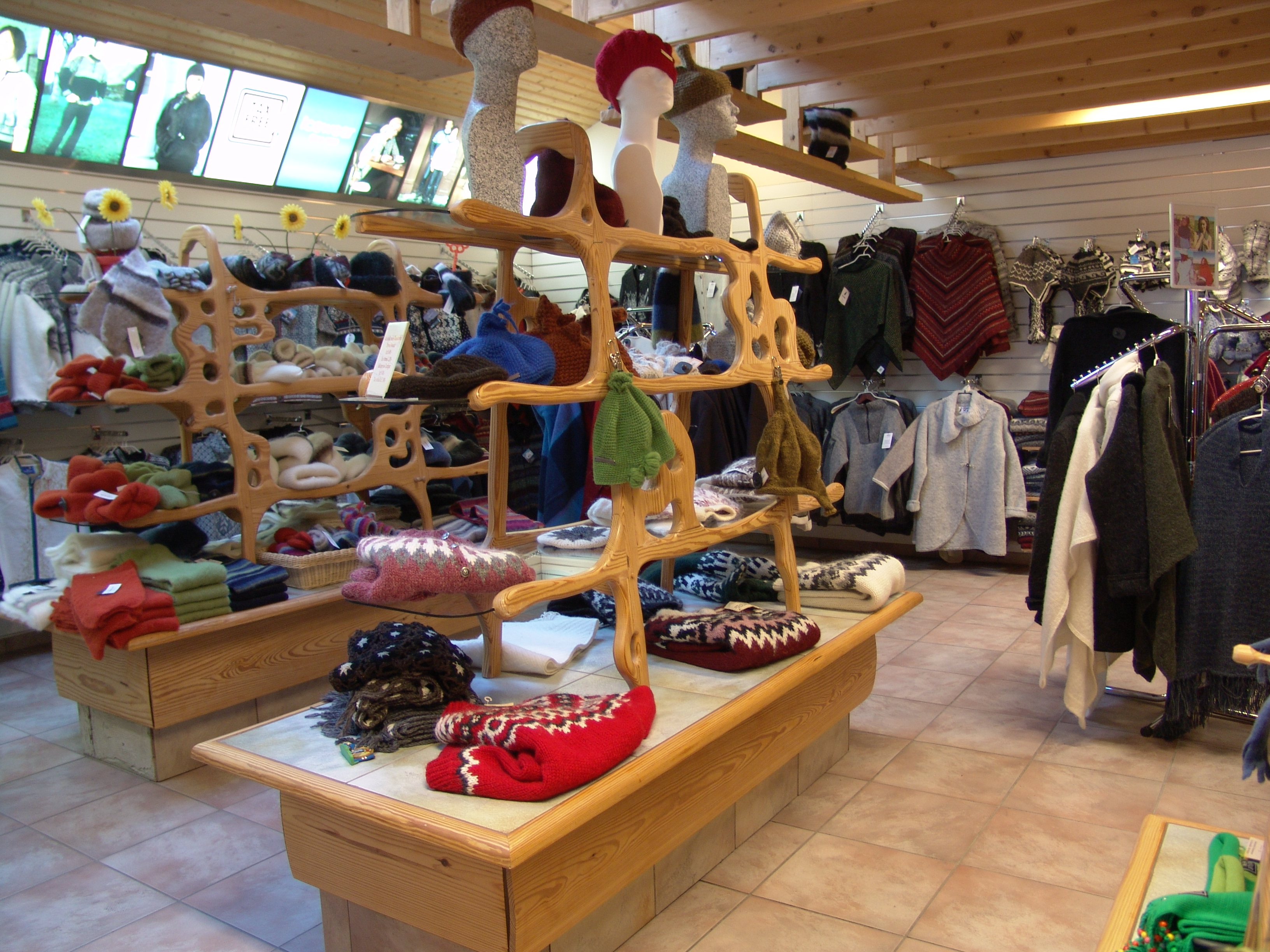
アイスランドの土産物店。2005年。

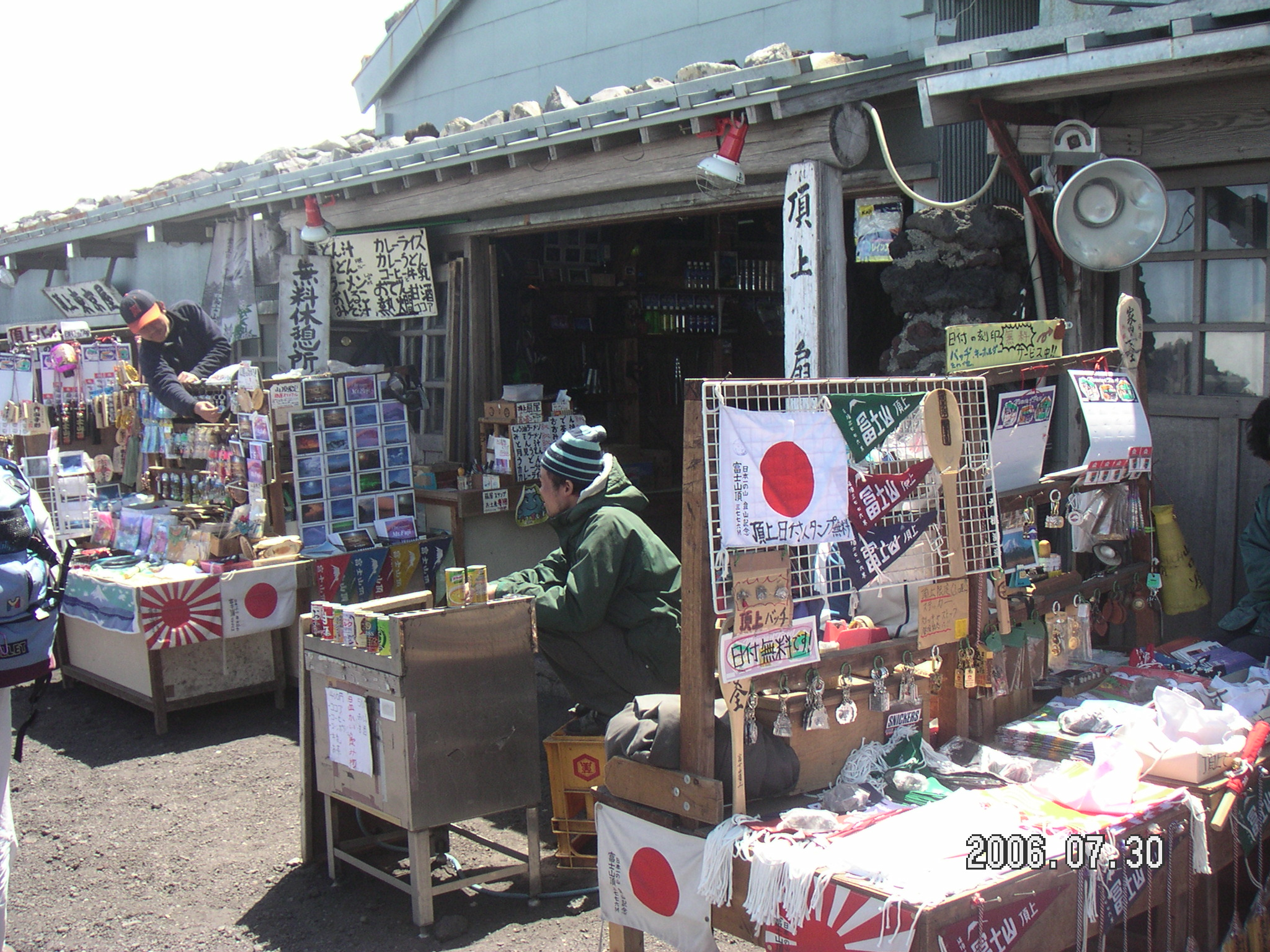
極地で土産物を売る富士山山頂（吉田口頂上）で山小屋「扇屋」が運営している売店。2009年。

土産（みやげ、みあげ、どさん、とさん）は、知人や縁者に配る目的で旅行先などで買い求めるその土地にちなむ品物（進物）。または知人や縁者の家宅など訪問先を訪問する際に感謝を込めて持参する進物のこと。後者の場合は手土産（てみやげ）という言い方もする。旅先で見聞きした物事や体験などを語って聞かせることを土産話（みやげばなし）という。進物であることから丁寧語の接頭辞をつけ、御土産（おみやげ）と称するのが一般的である。

## 語義

### 語源
「土産」は元来、「どさん」または「とさん」と読む漢語で、「土地の産物（≒特産）」を意味する。現代中国語でも同じ意味である。
「みやげ」の語源は諸説あり、
- 「宮笥（みやげ・みやこけ）」と呼ばれた神社などの配り物[2]、お伊勢講の神札
- 「見上げる」の転[3]
- 「土産物」の略[4]

などと言われる。
室町時代以降、「土産」を「みやげ」と熟字訓で読むようになった。ただし、「どさん（とさん）」と読んだ場合も「みやげ」の意味で使われることはある。
家に持ち帰る土産のことを家苞（イエヅト）という。

### スーベニア
日本の観光土産にフランス語を語源とするスーベニア（Souvenir）が訳語で当てられることがある。ただし、このスーベニアの第一義は自らの思い出や記憶であり、他者に送るものを基本とする日本語でいう「土産」とは含意が異なる。日本でいう「観光みやげ」には、旅の記憶を持ち帰るもの（スーベニア）と、旅の記憶やその証明としての贈答（ギフト）の2つの含意があると指摘されている。

## 旅行先の土産

### 販売
いわゆる観光地や、鉄道駅・空港など交通機関のターミナル施設では、土産の専門店が軒を連ねることが多い。土産の製造・販売は地域経済において大きな比重を持っている。
ロンドンが顕著であるが地方の観光地において、土産品をおく市が立つことがある。日本では現地で土産を買えなかったときでも、帰途に新幹線など長距離列車の車内販売を利用すれば沿線の名物を購入できる場合がある。大阪・梅田の地下通路では1951年から2014年3月まで、全国各地の名産販売店が集まる「阪神百貨店ふるさと名産」（開業時の名称は『全国銘菓名物街』）が営業していた。実際には行っていない旅先の土産でも買えることから「アリバイ横丁」と呼ばれていた。
先住民観光や文化観光ではホスト（観光地に住む販売者）とゲスト（観光客）として捉えられがちだが、マレーシア・サラワク州では婚姻儀礼で使用する衣装や装飾品を住民が観光客に販売すると同時に、住民たちも観光客向けの店で購入しており単純に二分できる図式にはなっていない。

### 研究
観光土産やスーベニアに関しては、1990年代以降になり商品の分類や機能、消費傾向と観光形態の関係、販売者と購入者の関係などが研究対象として取り上げられるようになった。
また、文化人類学的な研究にツーリスト・アート（観光芸術）研究があり、観光による手工芸品の商品化などが議論の対象となってきた。ツーリスト・アート（観光芸術）をめぐっては、観光客と地元の住民との間の関係性における文化変容や真正性の消失が議論されてきた。
一方で、世界的にはTシャツやキーホルダーなど大量生産されたものに、観光地の名前や名所が示されて販売される例があり、自らの観光行動の「証明」として機能していると指摘されている。日本ではペナントが流行した時期があった。

## 比喩
進物全般について土産と称することから、以下の事象についてもこの呼称が用いられる。
- 行為の本来の目的ではない物事を受け取ること。受け取る側が望んでいない物事に対して言う場合が多い。
- いわゆるリベート、賄賂のこと。